# 작용 방식
작용 방식(作用方式, 영어: mode of action, MoA)은 약리학 및 생화학에서 살아 있는 생물이 물질에 노출되어 일어나는 기능적 또는 해부학적 변화를 설명한다. 이에 비해 작용 메커니즘(MOA)은 분자 수준에서 이러한 변화를 설명한다.
작용 방식은 특히 정확한 분자 표적이 아직 밝혀지지 않았거나 논쟁의 대상이 될 때 분자 메커니즘과 생리학적 결과 사이의 중간 수준의 복잡성을 나타내기 때문에 화학 물질을 분류하는 데 중요하다. 화학 물질의 작용 메커니즘은 "DNA에 결합"하는 것이고, 보다 넓은 작용 방식은 "전사 조절"일 수 있다. 그러나 여기에는 명확히 합의된 것이 없으며 특정 핵 수용체 또는 효소에 대한 작용과 같은 분자 메커니즘을 설명하기 위해 특히 살충제 연구에서 작용 방식이라는 용어가 자주 사용된다.

## 같이 보기
- 작용 메커니즘 (약학에서)
- 독성 발현 경로